# Mauser M712
Die Mauser M712 ist die Reihenfeuervariante des Mauser-Modells C96.
Sie wurde ab dem Jahr 1932 bis zum Jahr 1936 gefertigt. Entwickelt wurde sie 1931/32 aus der Mauser-Schnellfeuerpistole M711 und war eine Reaktion auf spanische Plagiate, die ebenfalls über ein Wechselmagazin verfügten. Es handelt sich äußerlich um eine Mauser-Modell C96 mit Reihenfeuereinrichtung und 10- oder 20-schüssigem Wechselmagazin.
Das Futteral kann, wie beim Basismodell, als Anschlagschaft verwendet werden. Es gibt einen Feuerwahlhebel, um zwischen Einzel- und Dauerfeuer umschalten zu können.
Sie wurde im Kaliber 7,63 × 25 mm produziert und überwiegend nach Fernost, wo das Modell C96 als Ersatz für Langwaffen, die wegen eines Völkerbundembargos von 1919 bis 1929 nicht nach China exportiert werden durften, schon bestens eingeführt war. Zudem wurde sie nach Südamerika exportiert. Da die USA ab 1934 auf Maschinenpistolen einen Importzoll von 200 US-Dollar pro Stück erhoben, war ihr auf dem US-Markt kein Erfolg beschieden.
Eine kleine Stückzahl ging an Wehrmacht, Luftwaffe und SS.
Auf Grund der hohen Kadenz und des geringen Eigengewichts lässt sich die Waffe, wie andere Reihenfeuerwaffen, nur schwer im Ziel halten.

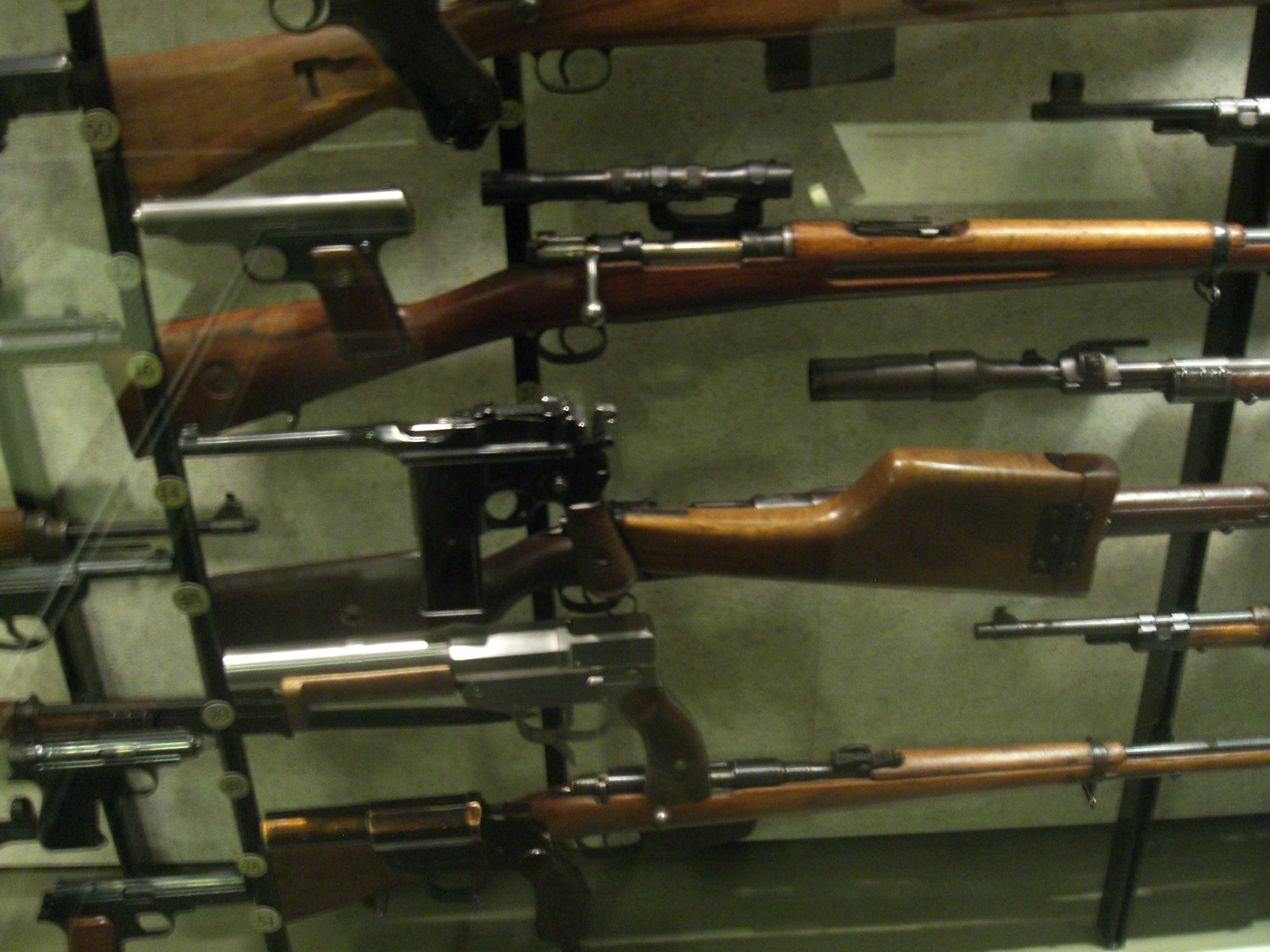
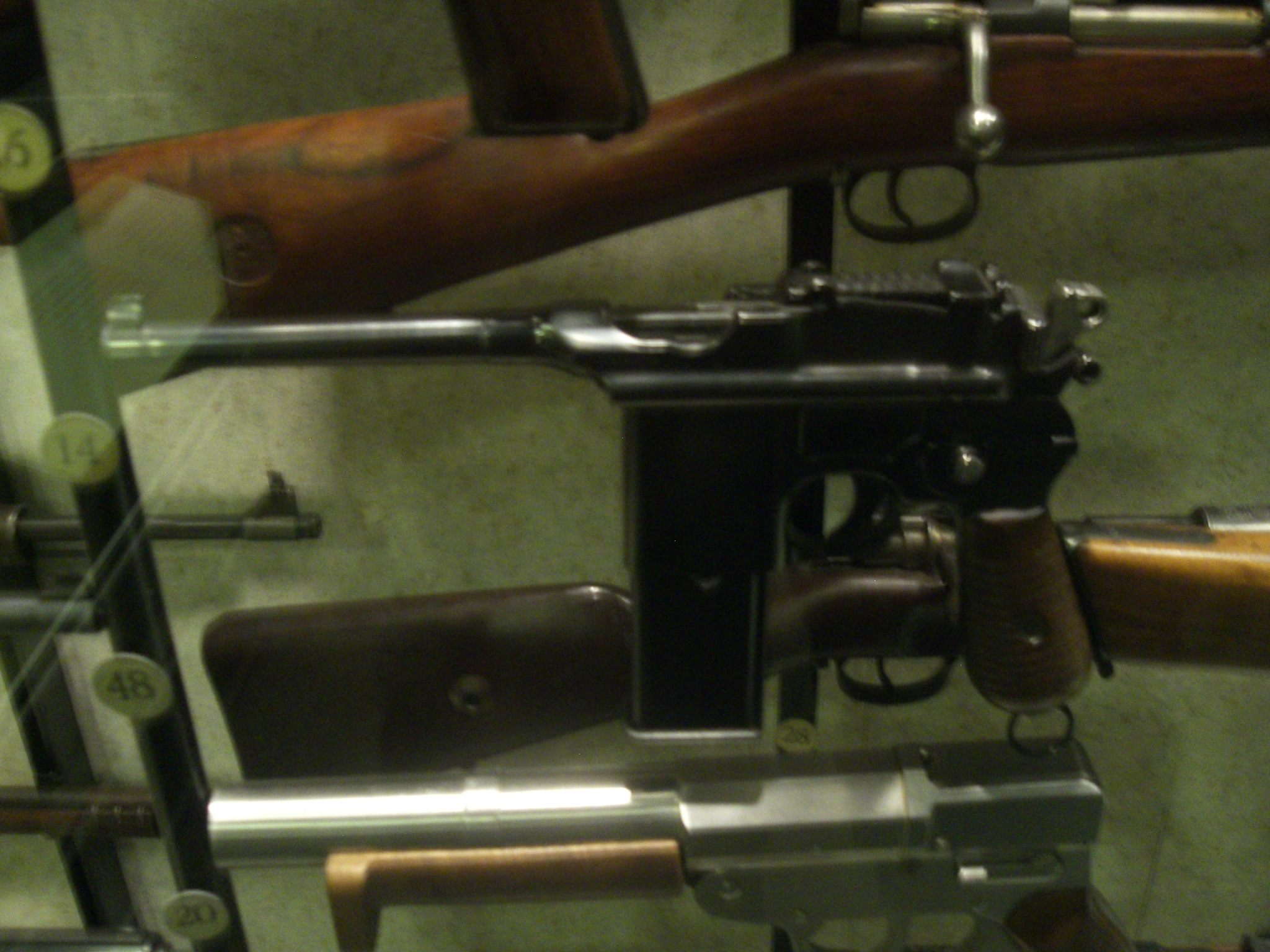